# Колонизация Венеры

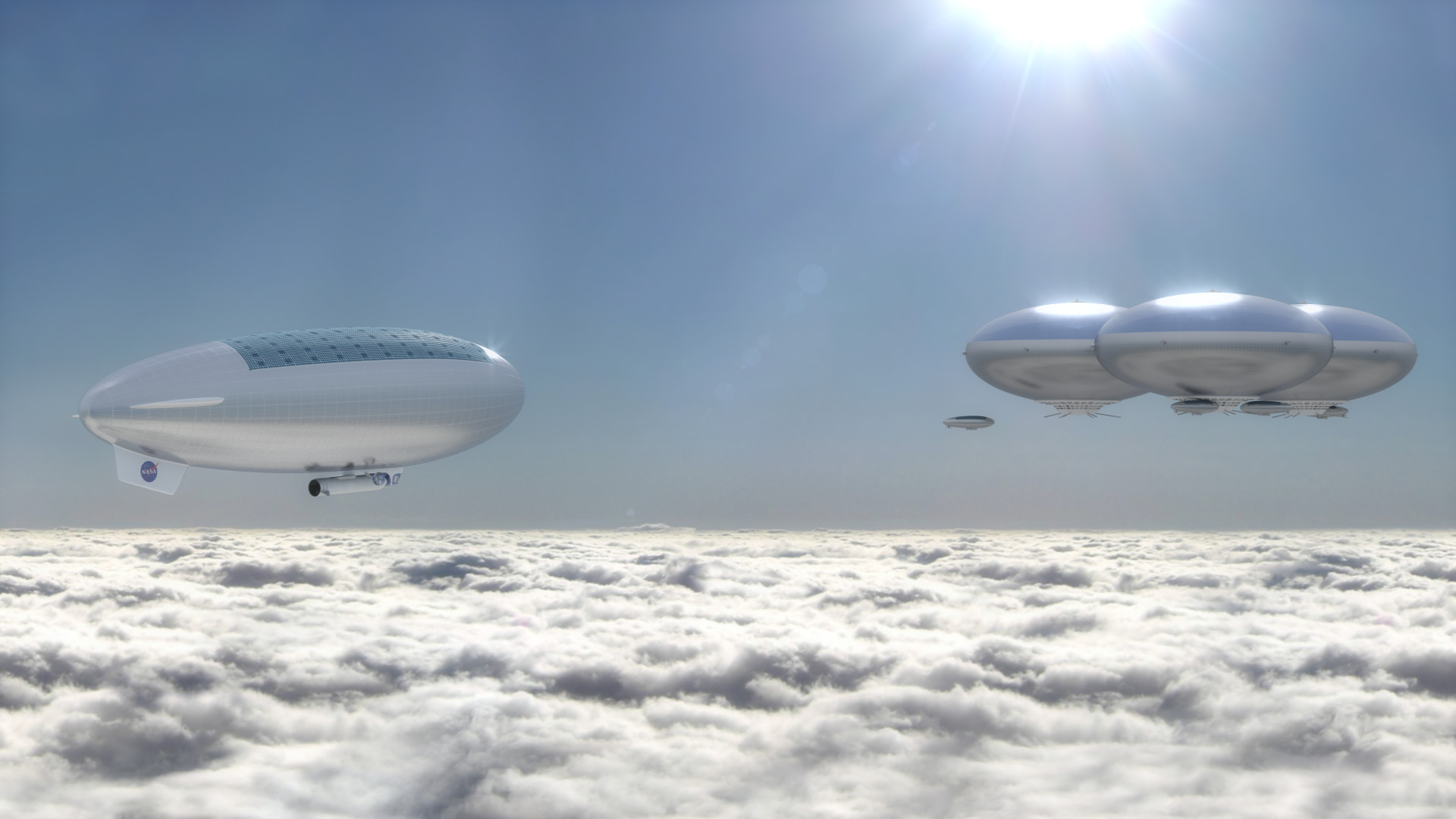
Художественное представление облачного города на Венере.

Колонизация Венеры была предметом многих произведений научной фантастики еще до начала космических полетов и до сих пор обсуждается как с фантастической, так и с научной точки зрения. Однако, с открытием чрезвычайно враждебной поверхностной среды Венеры внимание в основном переключилось на колонизацию Луны, Меркурия и Марса, а предложения по Венере связаны с созданием колоний, плавающих в верхней средней атмосфере, и с терраформированием.

## Причины колонизации
Подробнее: Колонизация космоса

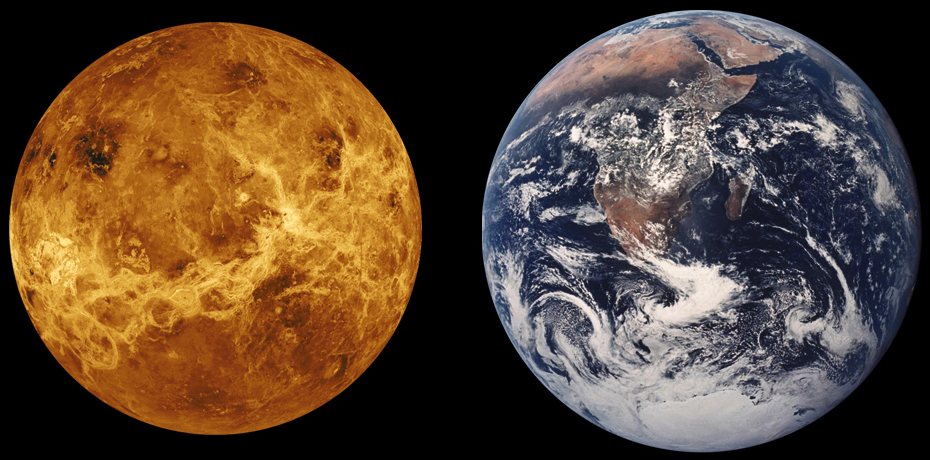
Масштабные изображения Венеры и Земли, показаны рядом. Венера лишь немного меньше.

Колонизация космоса является шагом за пределы освоения космоса и предполагает постоянное или длительное присутствие людей во внешней среде вне Земли. Стивен Хокинг утверждал, что колонизация космоса является лучшим способом обеспечить выживание человека как вида. Другие причины колонизации космоса включают экономические интересы, долгосрочные научные исследования, лучше всего проводятся людьми в отличие от роботизированных космических зондов, и чистый интерес. Кроме того, Венера — вторая по величине каменистая планета Солнечной системы и ближайший сосед Земли, что делает ее потенциальной целью.

## Преимущества
Венера имеет определенное сходство с Землей, которое, если бы не враждебные условия, могло бы существенно облегчить колонизацию по сравнению с другими возможными направлениями. Эти сходства и близость орбит двух планет привели к тому, что Венеру стали называть «планетой-сестрой» Земли.
В настоящее время не установлено, достаточно ли силы притяжения Марса (которая составляет 0.38 от земной) для того, чтобы избежать декальцификации костей и потери мышечного тонуса, которая наблюдается у космонавтов, подвергавшихся воздействию микрогравитации. В отличие от Марса, Венера близка по размерам и массе к Земле, что приводит к близости сил тяготения на поверхностях (0,904 g), что, вероятно, будет достаточным для предотвращения проблем со здоровьем, связанных с невесомостью. Большинство других планов освоения космоса и колонизации сталкиваются с опасениями относительно вредного влияния длительного воздействия недостаточной  или нулевой силы тяжести на опорно-двигательный аппарат человека.
Из-за относительной близости Венеры к Земле доставлять туда грузы и обеспечивать связь проще, чем для других объектов Солнечной системы. При современном развитии техники стартовые окна на Венеру происходят каждые 584 дня, по сравнению с 780 днями для Марса. Время полёта также несколько короче; зонд Венера-экспресс, который прибыл на Венеру в апреле 2006 года, провёл в пути не более пяти месяцев, по сравнению с почти шестью месяцами, которые потребовались зонду Марс-Экспресс. Это объясняется тем, что при ближайшем подходе Венера находится на расстоянии 40000000 км (25 миллионов миль) от Земли (приближённо равном разности радиусов орбит планет) по сравнению с 55 миллионами км (34 миллионов мили) для Марса, что делает Венеру ближайшей к Земле планетой.
Атмосфера Венеры состоит в основном из углекислого газа. Поскольку азот и кислород легче углекислого газа, наполненные воздухом шары могли бы плавать на высоте около 50 км (31 мили). На этой высоте температура составляет 75 ° C (348 K; 167 ° F). На 5 км выше — умеренный 27 ° C (300 K; 81 ° F) (см. Атмосфера Венеры#Тропосфера).
Атмосфера также обеспечивает различные элементы, необходимые для жизни человека и сельского хозяйства: углерод, водород, кислород, азот и серу.
Кроме того, верхние слои атмосферы могут обеспечить защиту от вредного солнечного излучения, сравнимую с защитой, которую обеспечивает атмосфера Земли. Атмосфера Марса, как и Луна, такой защиты не обеспечивают.

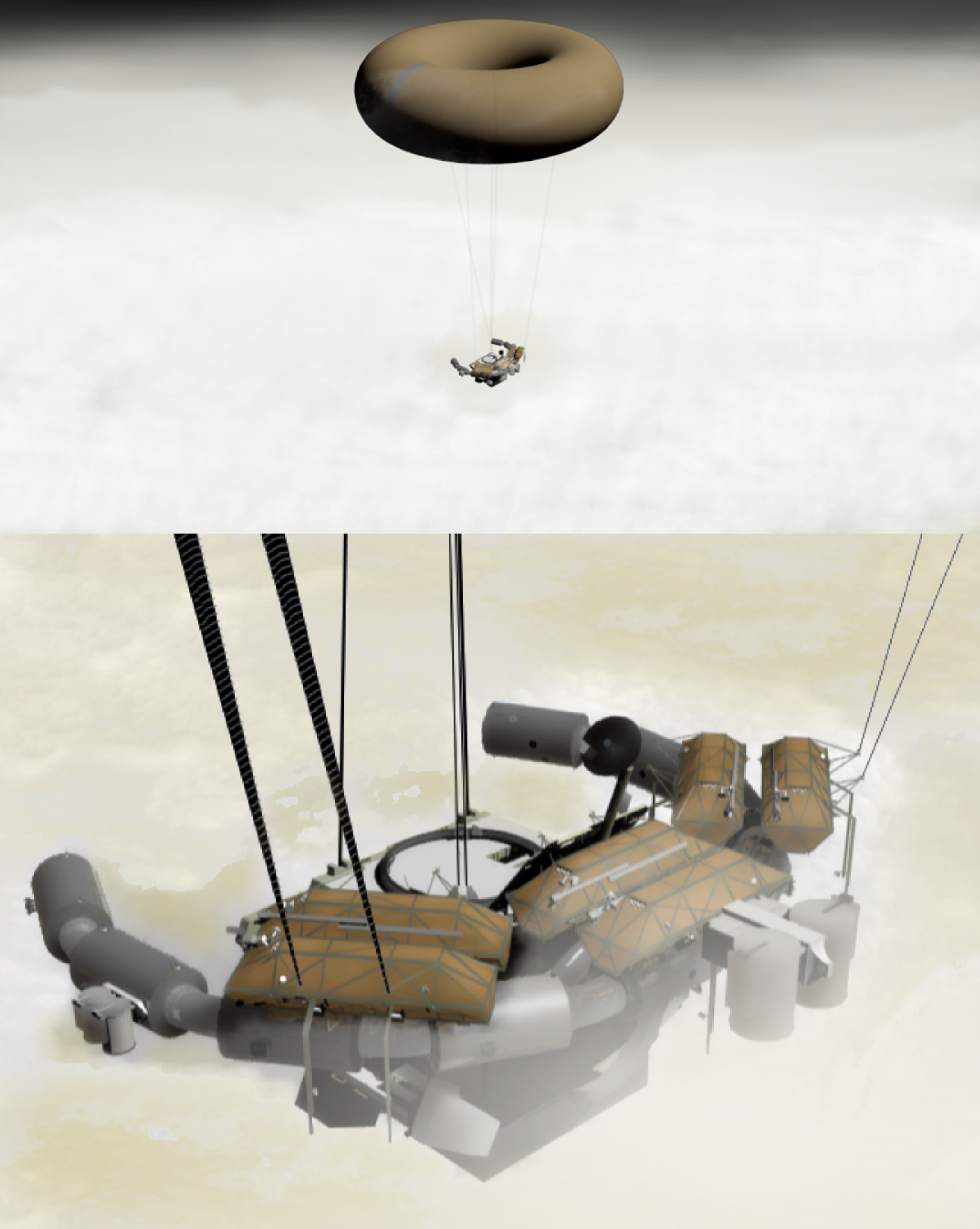
Художественное представление колонизации Венеры на высоте 50 км.

## Трудности
Венера также представляет несколько значительных вызовов колонизации человека. С поверхностными условиями на Венере трудно бороться: температура на экваторе в среднем составляет около 450 ° C (723 K; 842 ° F), что превышает температуру плавления свинца, которая составляет 327 ° C. Атмосферное давление на поверхность также по крайней мере в девяносто раз больше, чем на Земле, что эквивалентно давлению на глубине 1 км под водой. Эти условия привели к тому, что миссии на поверхность были чрезвычайно короткими: советские аппараты Венера-5 и Венера-6 были разрушены высоким давлением, находясь еще на 18 км над поверхностью. Следующие автоматы, такие как Венера-7 и Венера-8, передали данные после выхода на поверхность, но тоже проработали на поверхности только час.
Много предложений включают использование солнечной тени или системы орбитальных зеркал с целью уменьшения инсоляции и освещения тёмной стороне Венеры. Помимо этого, большинство предложений предусматривает введение в атмосферу планеты большого количества водорода или воды. Также предлагается замораживание большей части атмосферного СО2 Венеры, превращение его в карбонаты, мочевину или другие соединения.